# Izoterm kompresszibilitási együttható

## Izoterm kompresszibilitási együttható definiálása és meghatározása
Izoterm állapotváltozás esetén beszélhetünk egy olyan kompresszibilitási együtthatóról, mely a gáz "összenyomhatóságát" jellemzi, úgy definiálhatjuk, mint az egységnyi nyomásváltozásra jutó relatív térfogatváltozás állandó hőmérsékleten.
χT = -  {\displaystyle \left({\frac {1}{V}}\right)\left({\frac {\partial V}{\partial p}}\right)_{T}} (1)
A Boyle-Mariotte-törvény egyenlete: pV = állandó
p (nyomás) szerint deriválva a következőt kapjuk:
V+p{\displaystyle \left({\frac {\partial V}{\partial p}}\right)_{T}} = 0
Ebből kifejezve a {\displaystyle \left({\frac {\partial V}{\partial p}}\right)_{T}} mennyiséget és behelyettesítjük a definícióba (1),
a következőre jutunk:
χT = {\displaystyle \left({\frac {1}{p}}\right)} .
Dimenziója: [χT] = LTM−1
Nemzetközi mértékegysége [χT]SI = {\displaystyle \left({\frac {1}{p}}\right)}SI  = {\displaystyle {\frac {m^{2}}{N}}} (négyzetméter osztva newtonnal)